# Phigalia titea
Phigalia titea är en fjärilsart som beskrevs av Pieter Cramer 1780. Phigalia titea ingår i släktet Phigalia och familjen mätare. Inga underarter finns listade i Catalogue of Life.

## Bildgalleri

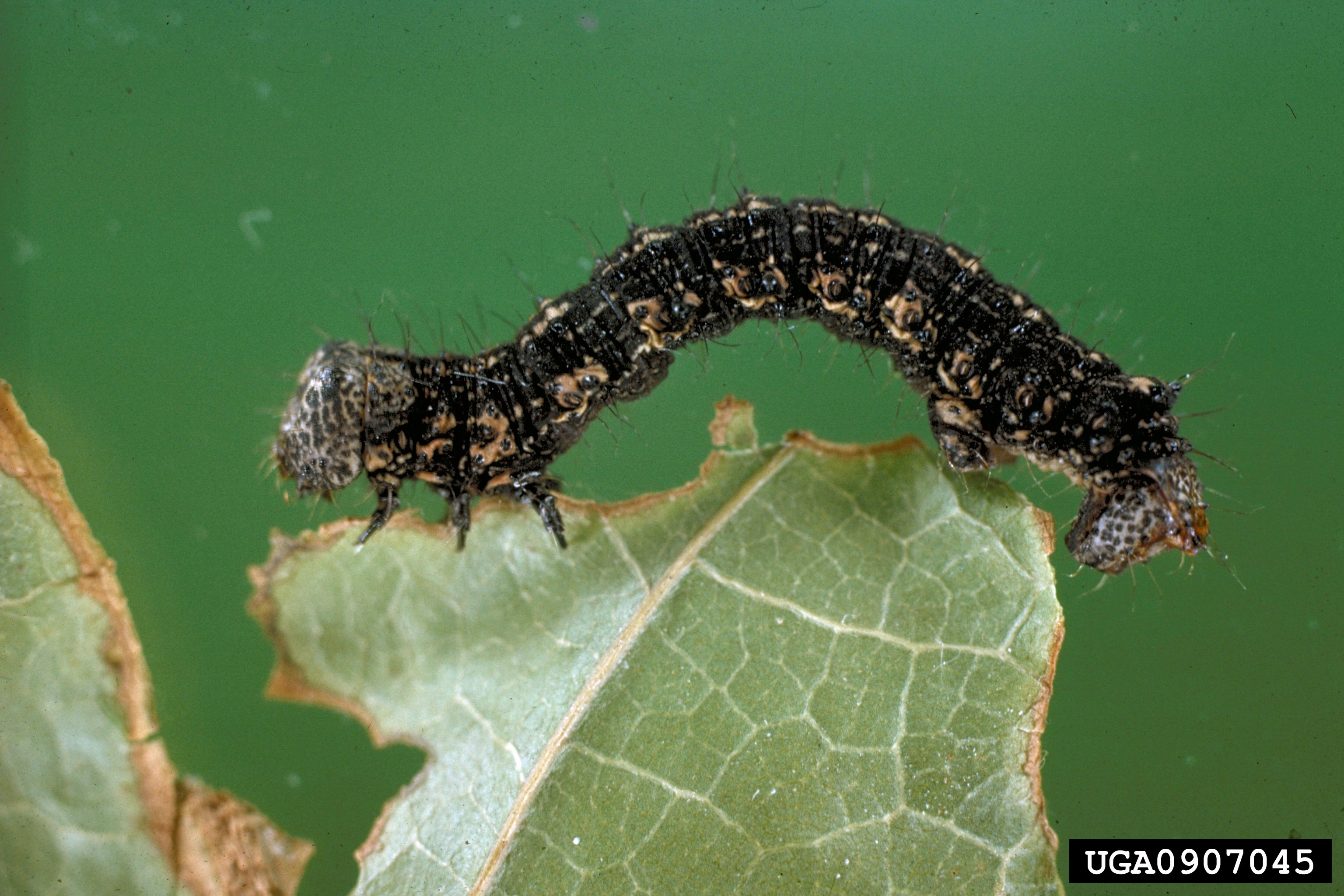